# Пума (Козенца)
Пума (итал. Puma) је насеље у Италији у округу Козенца, региону Калабрија.
Према процени из 2011. у насељу је живело 71 становника. Насеље се налази на надморској висини од 164 м.